# Хриб-Лошки Поток
Хриб-Лошки Поток (словен. Hrib-Loški Potok) је насеље и управно средиште општине Лошки Поток, која припада Југоисточној Словенији у Републици Словенији.

## Становништво
Према подацима о броју становника из 2020. године насеље Хриб-Лошки Поток је имало 377 становника.